# Trzy opowieści
Trzy opowieści – polski film obyczajowy z 1953 roku o charakterze propagandowym, wyreżyserowany przez Czesława Petelskiego, Ewę Petelską i Konrada Nałęckiego.

## Obsada
- Jan Bratkowski − junak Stefan Makowski
- Katarzyna Łaniewska − Maryna
- Ignacy Gogolewski − Derka
- Adam Kwiatkowski − Wacek
- Zygmunt Listkiewicz − Stefan Korsak
- Juliusz Lubicz-Lisowski − inżynier Stefan
- Ferdynand Matysik − Adam

oraz:
- Stanisław Michalski
- Lech Pietrasz
- Roman Kłosowski
- Jerzy Kaczmarek
- Wiktor Sadecki
- Jan Machulski
- Zbigniew Korepta
- Henryk Dudziński − porucznik Malewicz
- Tomasz Zaliwski − Jędrek